# Seyed Mojtaba Mirhashemi
Seyed Mojtaba Mirhashemi (persisch سيد مجتبی میرهاشمی‎; * 21. März 1966) ist ein ehemaliger iranischer Skilangläufer. 
Mirhashemi nahm von 1999 bis 2013 meist an FIS-Rennen teil. Bei den Winter-Asienspielen 1999 in Gangwon belegte er den 18. Platz über 15 km klassisch und bei den Olympischen Winterspielen 2006 in Pragelato den 90. Rang über 15 km klassisch. 